# De Grote Broek

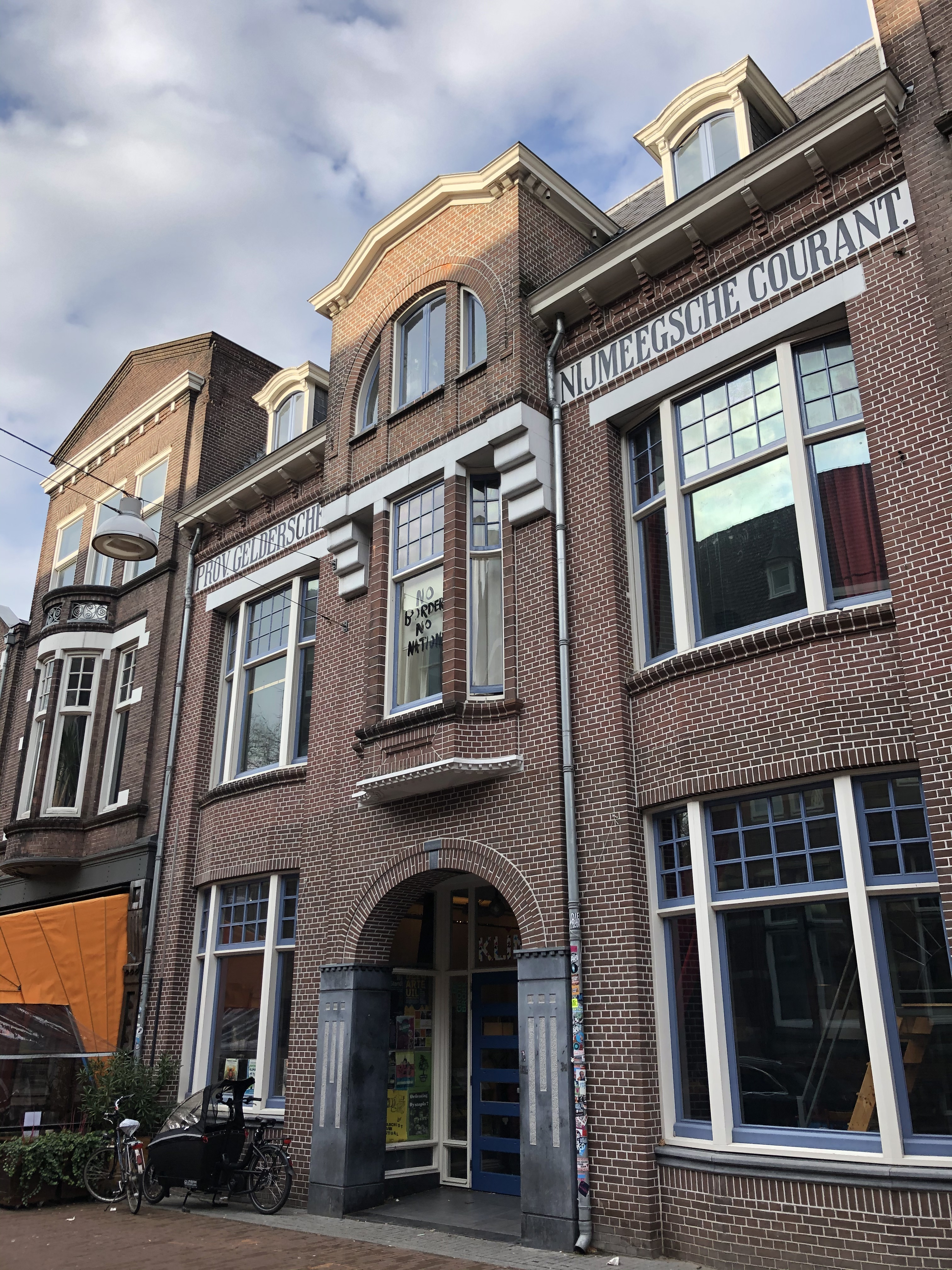
De Grote Broek in 2020.

De Grote Broek is een gelegaliseerd kraakpand en cultureel centrum in Nijmegen.

## Geschiedenis
De Grote Broek werd op 4 november 1984 gekraakt. Gedurende het eerste jaar na de kraak gaven de krakers er de naam De Grote Karel aan, naar eigenaar Karel. Daarna veranderde de naam in De Grote Broek als verwijzing naar de Van Broeckhuysenstraat en groeide het uit tot het boegbeeld van de Nijmeegse kraakbeweging.
Oorspronkelijk diende het pand als drukkerij voor de Provinciale Geldersche en Nijmeegsche Courant en later onder meer als meubelwinkel.
Na het overlijden van eigenaar Karel werd in oktober 2002 het legalisatieproces gestart. Bij de gesprekken werden de bewoners vertegenwoordigd door Louis Sévèke (1964-2005). Het pand kwam in het bezit van de Gemeente Nijmegen en is uiteindelijk verkocht aan woningstichting Standvast. De bewoners zijn daarmee huurders geworden. 

## Activiteiten en gebruik
In het pand vinden politieke en culturele activiteiten plaats. In de kelder van het pand bevindt zich 'De Onderbroek', waar voornamelijk concerten en feesten plaatsvinden. Ook bevindt politiek café 'de Klinker' zich in het pand, waarin over diverse linkse standpunten wordt gedebatteerd. Hier is in het weekend dag- en eetcafé en bevindt zich ook de anarchistische bibliotheek de Zwarte Uil. Tevens zijn er de kantoren van verschillende maatschappelijke organisaties te vinden, voedselcoöperatie de Voko en heeft drukkerij Extrapool er ruimte.